# Schéma régional d'organisation sanitaire
Le schéma régional d'organisation sanitaire (SROS) était en France le pivot de la planification sanitaire. 
Ils sont depuis 2011 remplacés par les schémas régionaux d'organisation des soins.
Ce schéma était destiné à planifier globalement et qualitativement et quantitativement la santé publique, en cherchant à répondre à la fois aux besoins des patients et aux nécessités de planification sanitaire (dont carte sanitaire décidée les pouvoirs publics en 1970 pour améliorer l'offre de soins en termes de lits/population), à échelle régionale (cf. lois de décentralisation) et parfois départementale (ex. : anciens schémas départementaux gérontologique et de santé mentale). 

Le premier SROS a été lancé par la loi no 91-748 du 31 juillet 1991 portant réforme hospitalière complète la carte sanitaire instaurée par la loi du 31 décembre 1970. Il s'agit aussi de gérer les coûts croissants des soins médicaux pour la sécurité sociale. 
Ils s'appuyaient sur des données et états des lieux provenant d'enquêtes de santé, de l'Assurance maladie de l'Observatoire régional de santé, des chercheurs des services d'évaluation et des statistiques, Institut national de la statistique et des études économiques 

## Trois générations de SROS en 15 ans
Ces Trois SROS ont été créés par une méthode différente.
- SROS I : de 1991 à 1999, initiée par les pouvoirs publics par la loi no 70-1318 du 31 décembre 1970 portant réforme hospitalière, il est plutôt normatif, axé sur l'offre de soins, et sans instance de pilotage (autre que services de l'État via la DRAS). Il comprend une annexe, au caractère indicatif[4] ;
- SROS II : de 1999 à 2004, il est cadré par une ordonnance et une circulaire[5], il est plus participatif ; il cherche à structurer des réseaux autour d'un contrat d'objectifs et de moyens (COM) tenant compte des bassins de santé, pour une offre de soin rationalisée, mais en testant en Franche-Comté des actions de prévention[6] ; il est piloté par l'ARH. Il comprend une annexe, au caractère indicatif[4] ;
- SROS III : 2006 à 2011 ; cadré par une ordonnance[7], il a été développé en même temps que d'autres réformes, dont une réforme des établissements de santé (tarification à l’activité (T2A)], plan Hôpital 2007) et un recadrage du champ général de la santé publique par la loi relative à la politique de santé publique [LRPSP]. Il cherche à simplifier la planification hospitalière. Il a fait l'objet d'une évaluation[8] ; Il englobe les soins préventifs, curatifs, palliatifs et de proximité, la santé mentale et physique, le travail médicosocial et social. Il est piloté par l'ARH et crée la notion de territoire de santé[9] et de  projet médical de territoire (PMT, fait par l'ARH) à échelle des régions. Il insiste plus que le précédent sur la prévention et supprime la carte sanitaire. L'annexe du SROS devient opposable pour les implantations, recomposition, restructuration (et volumes d'activité pour plusieurs activités de soins soumises à autorisation). Les objectifs quantifiés de l’offre de soins en volume par territoire de santé sont déclinés dans des contrats pluriannuels d’objectifs et de moyens (CPOM) conclus entre l’ARH et les établissements de soins de la région[4].
- SROS-PRS : Depuis la loi HPST les nouveaux SROS font partie intégrante du PRS.

## Origine
En 1991, les SROS sont créés, par la Loi hospitalière du 31 juillet 1991. 
En 2009, la loi  Hôpital, patients, santé et territoire (HPST) du 21 juillet 2009 apporte 2 innovations majeures aux SROS, qui deviennent schémas régionaux d’organisation des soins (et non plus sanitaire) : 
- d’une part, leur intégration au sein des « projets régionaux de santé » (PRS),
- d’autre part, l’extension de leur champ d'application à l'offre de soins ambulatoire.

Afin de marquer la spécificité des SROS issus de la loi (HPST), ceux-ci sont dénommés « SROS-PRS ».

## Objectifs
Le SROS visait à responsabiliser tous les acteurs de la santé. 

Il déterminait des priorités régionales, fixait des objectifs et évalue ses résultats. 

Il devait permettre la rationalisation de l'offre hospitalière, par:
- l'instauration de plateaux techniques sophistiqués
- la réflexion sur des formes alternatives de soin, comme l'hospitalisation à domicile (HAD)
- l'optimisation des moyens, notamment la complémentarité des établissements de santé, particulièrement en ce qui concerne les équipements lourds, comme les scanners
- l'amélioration de la qualité des soins.

## Évolution
La circulaire d'orientation du 5 mars 2004 annonce les SROS de troisième génération, pour la période 2005-2010. Au fur et à mesure de leur évolution, les SROS intègrent mieux les questions d'infection nosocomiale, d'addiction, via notamment la prévention et l'éducation.